# 大别山剿匪
大别山剿匪是1949年9月至1950年3月底期間，中共武裝與地處大别山的反共武裝之間的作戰。9月5日，中共向大别山区发起全面进攻。6日，中共攻佔金寨。9月下旬，中共方面表示將大别山的「匪」最高指挥机关“鄂豫皖人民自卫军总司令部”及其所属6个支队，3个指挥所、3个自卫团、3个县政府摧毁，俘虜总司令汪宪等2190名。12月底，大别山的反共武裝基本上被消灭。截止1950年2月，中共方面表示共消灭1.5万余人。至1950年3月，中共方面表示作戰结束。